# Eliza Reid

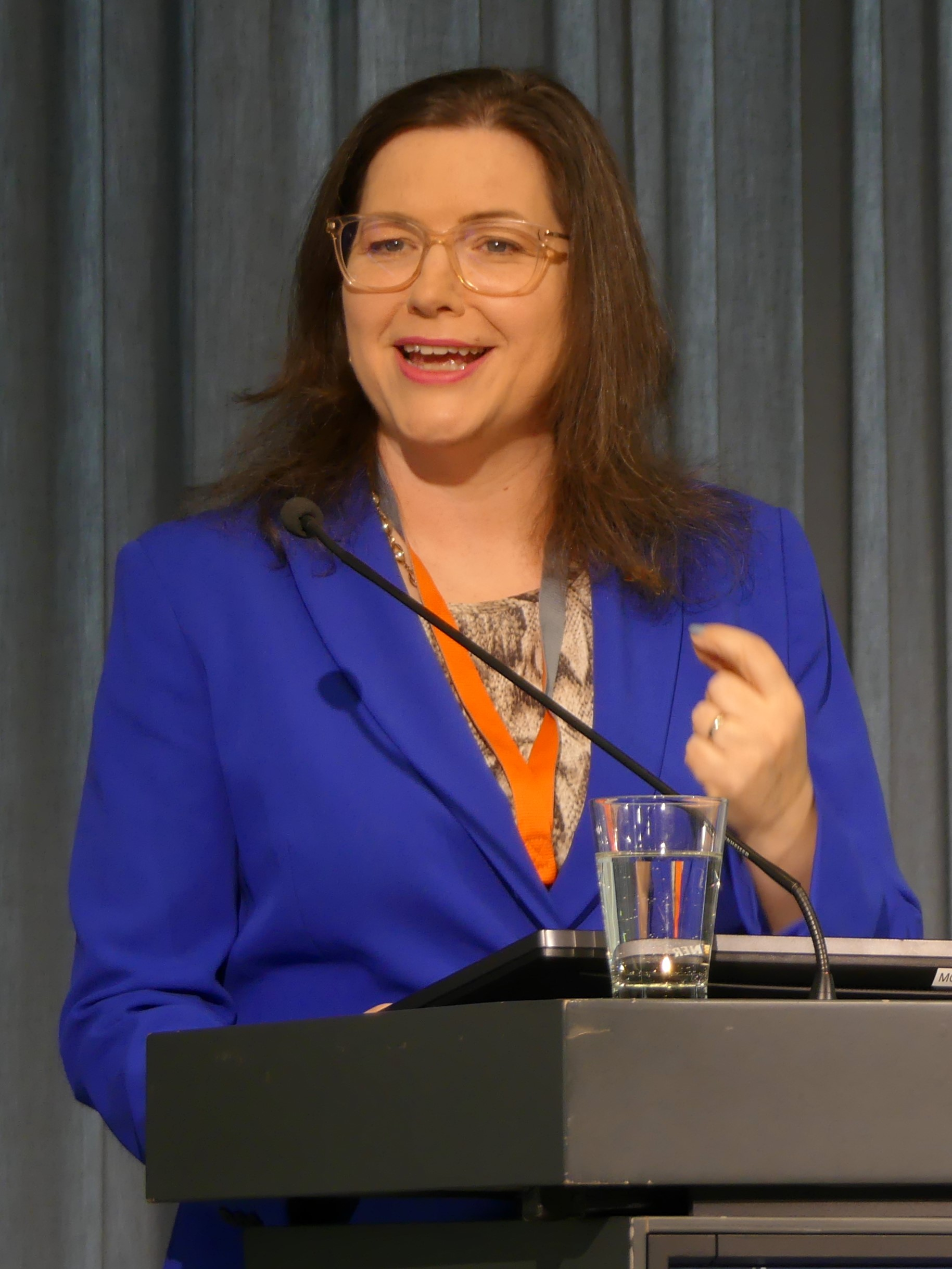
Eliza Reid auf der IFIF Tagung 2025

Eliza Jean Reid (geboren am 5. Mai 1976 in Ottawa, Ontario, Kanada) ist eine kanadisch-isländische Journalistin. Sie ist mit dem Historiker Guðni Th. Jóhannesson verheiratet und war seit dessen Wahl zum Präsidenten Islands 2016 bis zu seinem Verzicht auf eine Wiederwahl 2024 die First Lady Islands. Zuvor war sie an der Gründung der Autorenkonferenz Iceland Writers Retreat beteiligt, arbeitete als freie Autorin für zahlreiche isländische Magazine und wirkte von 2012 bis 2016 als Herausgeberin des Icelandair Stopover.

## Frühes Leben und Bildung
Reid wurde 1976 in Ottawa geboren. Als Kind zog sie mit ihrer Familie nach Ashton, Ontario. Nach dem Umzug besuchte sie die Bell High School in Nepean, Ontario. Als Studentin des Trinity College, University of Toronto, wurde Reid dann leidenschaftliche Chorsängerin und war Mitglied in zahlreichen Studentenräten. Nachdem sie nach Island umgezogen war, führte sie ihr Gesangshobby weiter und wurde Mitglied im Hallgrímskirkja Motet Choir. Nach ihrem Bachelorabschluss der Internationalen Beziehungen an der University of Toronto ging sie ans St Antony’s College, University of Oxford, und machte dort ihren Masterabschluss in Moderner Geschichte.

## Karriere

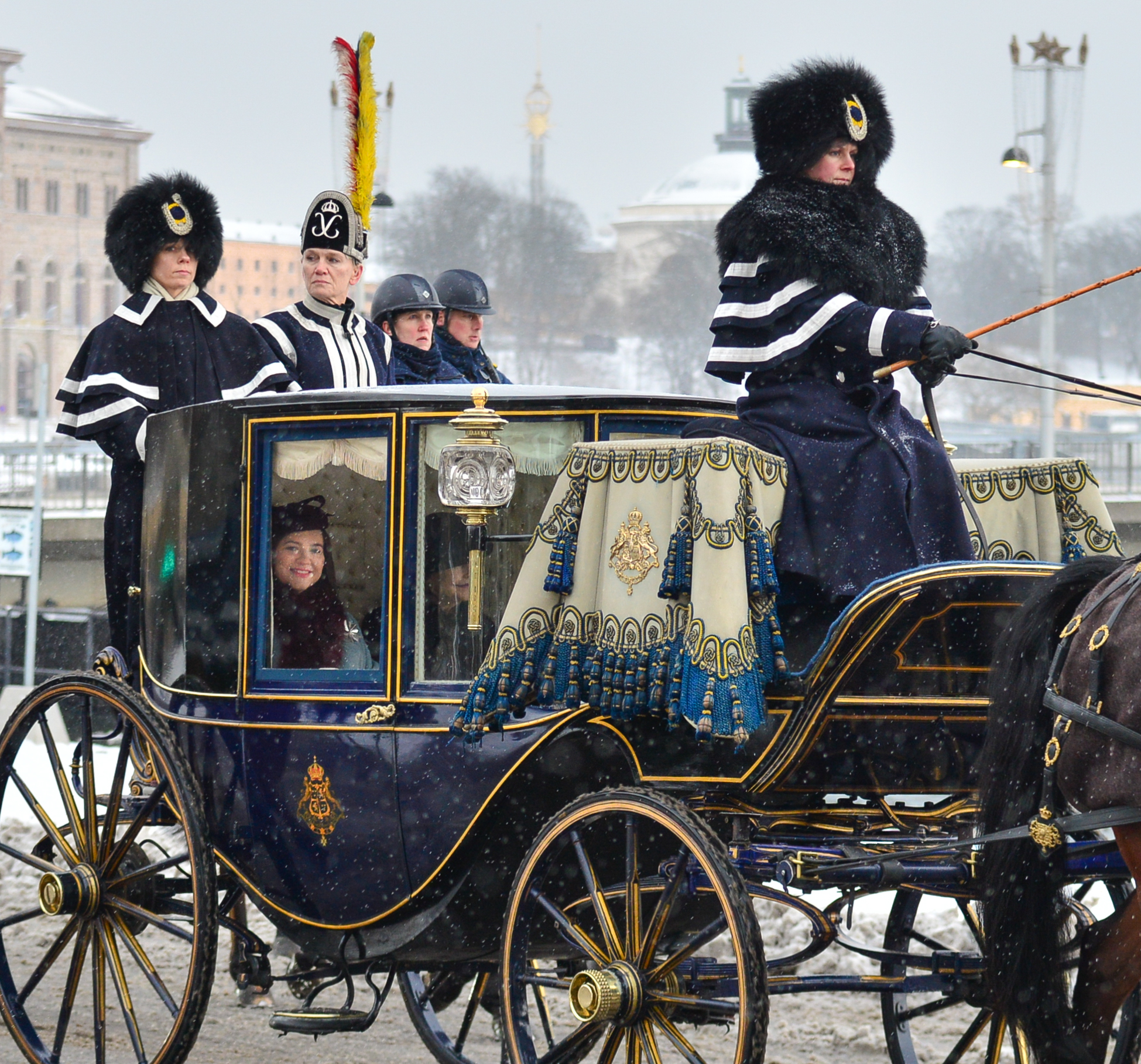
Der isländische Präsident Guðni Th. Jóhannesson auf Staatsbesuch in Stockholm, Schweden zusammen mit der First Lady Eliza Reid am 17. Januar 2018.

Reid absolvierte das studentische Freiwilligenprogramm am Toronto Hospital for Sick Children im Sommer 1998 und meldete sich zudem als Freiwillige für das Isländische Rote Kreuz. Von 1999 bis 2003 arbeitete Reid im Verkauf und bis 2004 im Marketing.
Nach ihrem Umzug nach Island 2003 wurde Eliza Reid freie Journalistin für zahlreiche isländische Zeitungen und Publikationen. 2004 heiratete sie Guðni Th. Jóhannesson, den sie 1998 an der University of Oxford kennengelernt hatte. Sie schrieb von 2005 bis 2008 für The Reykjavík Grapevine und Iceland Review und arbeitete 2012 als Herausgeberin für Icelandair Stopover. 2014 war sie an der Gründung des Iceland Writers Retreat beteiligt, einem Projekt, das internationale Anerkennung erhalten hat.
2018 war sie Jurymitglied des BC National Award for Canadian Non-Fiction.
Eliza Reid wurde zudem von zahlreichen isländischen Medien als „Person des Jahres“ nominiert.

## Wirken
Eliza Reid ist Förderin einiger isländischen Organisationen, wozu die United Nations Association Iceland und die Goodwill Ambassador for SOS Children’s Villages Iceland gehören. Im September 2017 besuchte Reid auf Einladung der UN Women das Za’atari refugee camp in Jordanien. Im März 2019 nahm sie die Einladung an, die Moschee von Island zu besuchen.
Reid liebt es zu reisen und hat sehr viele Soloreisen in die unterschiedlichsten Länder unternommen. 2017 wurde sie als United Nations Special Ambassador for Tourism and the Sustainable Development Goals berufen.
Sie setzt sich für das Recycling von Kleidung ein, indem sie öffentlich in Kleidungsstücken auftrat, die sie in den örtlichen Geschäften des Roten Kreuzes gekauft hatte. Sie sprach bei mehreren Gelegenheiten über ihre Verachtung für das Shopping.

### Feminismus und Geschlechtergleichstellung
Reid ist als lautstarke Verfechterin von Frauenrechten und für Geschlechterparität bekannt. Im Jahr 2019 wurde sie am Internationalen Frauentag in Berlin mit einer Auszeichnung geehrt. Am 19. Juni 2017, während des 102. Jahrestags des Frauenwahlrechts in Island, setzte sich Reid für die Geschlechterrechte ein und räumte ein, dass Island in dieser Hinsicht noch viel zu tun habe. Im März 2018 hielt Reid eine Grundsatzrede bei den Young Women Business Leaders.
2022 veröffentlichte sie unter dem Titel Secrets of the Sprakkar: Iceland’s Extraordinary Women and How They Are Changing the World Interviews mit „40 herausragenden Frauen“ und kommentierte hierin den Stand der Gleichberechtigung der Frau auf Island.

#### „I am not my husband’s handbag“
Am 31. August 2019 nutzte Reid ihre Facebook-Seite, um auf einen Meinungsartikel von Zoe Williams in der britischen Zeitung The Guardian zu antworten, die die Medienberichterstattung über die Ehepartner der an der G7-Konferenz 2019 teilnehmenden globalen Staatsoberhaupte kritisierte, indem sie schrieb: „I make a concerted effort not to be seen as an accessory to my husband“. Sie hat sich auch über die undefinierte Natur der Partnerschaft mit einem Staatsoberhaupt sowie über die Gefahren und Chancen dieser Situation geäußert.

#### Kontroverse um weißen Hosenanzug
Am 4. September 2019 war Reid Gegenstand politischer und medialer Spekulationen, weil sie einen weißen Hosenanzug zu einem Treffen mit US-Vizepräsident Michael Pence und Second Lady Karen Pence in Reykjavik trug, was viele als Symbol der Solidarität mit anderen globalen Initiativen für Geschlechterparität wie #TimesUp #MeToo und den modernen Frauenrechts- und Suffragettenbewegungen ansahen. Ebenfalls zum Treffen mit Pence trug sie ein Regenbogenarmband an ihrem Handgelenk, was als Zeichen der Solidarität mit der LGBTQA-Gemeinschaft gesehen wurde. Der isländische Präsident trug bei demselben Treffen auch ein Regenbogenarmband und hat es auch bei Treffen mit Wladimir Putin getragen.

### Schirmherrschaften
- Alzheimer's Society
- Eyrarrosin, eine jährliche Auszeichnung für herausragende kulturelle Projekte in den ländlichen Regionen Islands
- Ferskir Vindar Kunstausstellung
- Pieta House für Suizid- und Selbstverletzungsprävention
- Society of Lung Patients
- SOS Children’s Villages Iceland (Goodwill Ambassador)
- United Nations Association Iceland
- United Nations Special Ambassador for Tourism and the Sustainable Development Goals

## Persönliches
2004 heiratete Eliza Reid den Historiker Guðni Th. Jóhannesson, der 2016 zum Präsidenten Islands gewählt wurde. Das Paar hat vier Kinder. Eliza Reid ist die Schwester des kanadischen Schriftstellers Iain Reid.

## Ehrungen

### Isländische Ehrung
- Großkreuz des Falkenordens (1. August 2016)

### Internationale Ehrungen
- Großkreuz des Dannebrogordens (24. Januar 2017)
- Großkreuz des Finnischen Ordens der Weißen Rose (31. Mai 2017)
- Großkreuz des Verdienstordens der Bundesrepublik Deutschland (12. Juni 2019)
- Großkreuz des Verdienstordens (Norwegen) (21. März 2017)
- Großkreuz des Nordstern-Ordens (17. Januar 2018)[33]

## Werke
- Secrets of the Sprakkar: Iceland’s Extraordinary Women and How They Are Changing the World. Sourcebooks, Naperville 2022, ISBN 978-1-72824-216-3 (englisch).